# Emilio Bertolini
Emilio Ricardo Bertolini (San Martín, Mendoza, Argentina,19 de marzo de 1945) es un expiloto de automovilismo de velocidad argentino, que se destacara compitiendo durante las décadas del 60 y 70 en diferentes categorías. Fue campeón de la Fórmula 1 Mecánica Argentina en el año 1970 al mando de un Bravi-Tornado. Compitió también en Turismo Carretera, Sport Prototipo Argentino y Turismo Nacional. Tuvo también intervención en competencias internacionales de sport prototipo durante 1972, cuando disputó los 1000 km de Buenos Aires, al mando de un Lola T-212 en pareja con Héctor Luis Gradassi, y la Copa Sudam al mando un Berta LR-V8.
Comenzó su carrera deportiva en eventos zonales de motociclismo y autos de turismo. Llegó al plano nacional del automovilismo en 1970, de la mano de Eduardo Copello, quien fuera su mentor. En ese año fue elegido por la Revista deportiva El Gráfico como la "Revelación automovilística del Año 1970". Se retiró del automovilismo a fines de 1974.